# Babenhausen (stacja kolejowa)
Babenhausen (niem: Bahnhof Babenhausen) – stacja kolejowa w Babenhausen, w kraju związkowym  Hesja, w Niemczech. Znajduje się na skrzyżowaniu linii Rhein-Main-Bahn i Odenwaldbahn.

## Historia
Stacja została zbudowana na linii Rhein-Main-Bahn i oddana do eksploatacji 25 grudnia 1858. W 1868 uruchomiono odcinek Odenwaldbahn do Groß-Umstadt. W 1876 roku został wybudowany trzypiętrowy budynek dworca, który stoi do dziś. Jest to budynek według projektu typowego, zbudowany z piaskowca. W 1904 otwarto w nim małą restaurację. Budynek dworca znajduje się na liście zabytków.
W latach 20. XX wieku stację znacząco przebudowano ze względu na zwiększenie ruchu. Tory zostały podniesione na wysokość 5 m i zamknięto przejście na Aschaffenburger i Darmstädter Straße. Tuż obok budynku został wybudowany tunel obecnej drogi krajowej B26. Prace zostały ukończone w latach 1928-1929. W 1944 roku stacja została wielokrotnie uszkodzona w wyniku nalotów.
W 1960 Rhein-Main-Bahn została zelektryfikowana, a w 1968 uruchomiono centralną nastawnię. W 2003 zamknięto kasy biletowe, później restaurację i kiosk. Budynek dworca został sprzedany w 2004 i kilkukrotnie zmieniał właścicieli. W 2008 obchodzono 150-lecie stacji. W 2009 byłe kasy zostały przekształcone w punkty handlowo-usługowe.